# Хестад, Кристофер
Кристофер Крюгер Хестад (норв. Kristofer Krüger Hæstad; род. 9 декабря 1983[…], Кристиансанн, Вест-Агдер) — норвежский футболист, игравший на позиции центрального полузащитника.

## Карьера
Кристофер Хестад начал заниматься футболом в своём родном городе Кристиансанне и на юниорском уровне выступал за местные клубы «Раннесунн» и «Вигёр».

### Клубная карьера

#### Старт
В 2001 году подписал свой первый профессиональный контракт с клубом «Старт» и в 2002 году дебютировал в чемпионате Норвегии. Заняв предпоследнее место, клуб на два сезона вылетел первый дивизион, и в 2004 году вновь завоевала повышение, а Хестад стал одной из ключевых фигур команды. После возвращения в высшую лигу игрок продолжил играть на высоком уровне и в апреле 2005 года был признан лучшим игроком месяца по версии телеканала «NRK», а спустя месяц был приглашён в основную сборную Норвегии.
В июле 2006 года Хестад совместно с другими норвежскими футболистами — Мортеном Педерсеном, Фредди дос Сантосом, Раймондом Квисвиком и Эйвиндом Свеннингом — создали музыкальную группу «The Players» (с англ. — «Игроки»), и их первый сингл «This Is For Real» (с англ. — «Это реально») стал хитом в Скандинавии.
В августе 2006 года появилась информация о том, что во время квалификационного матча Кубка УЕФА против «Дроэды Юнайтед» за игроком наблюдали скауты «Манчестер Юнайтед». Также появились слухи о заинтересованности в услугах Хестада ряда английских клубов, среди которых «Блэкберн Роверс», «Болтон Уондерерс», «Вест Хэм Юнайтед» и «Лидс Юнайтед».

#### Уиган Атлетик
В декабре 2006 года появились сообщения об аренде Хестада английским «Уиганом Атлетик» на полгода с возможностью продления соглашения до июля 2010 года. Начальник «Уигана» Пол Джуэл выражал восторг от перехода игрока в его клуб. 13 января 2008 года в матче против «Челси» Хестад дебютировал в английской Премьер-лиге, однако уже 1 апреля арендное соглашение было расторгнуто по обоюдному согласию, и игрок вернулся в Норвегию.
В первом же матче после возвращения в «Старт» Хестад забил гол в ворота «Олесунна» и отметился голевой передачей.

#### Волеренга
2 января 2008 года Хестад подписал 4-летний контракт с норвежской «Волеренгой», за которую в итоге отыграл 7 лет.
1 июля 2014 года Хестад объявил о завершении карьеры профессионального игрока.

### Карьера в сборной
Хестад выступал за все юношеские и молодёжные сборные своей страны. Дебют игрока за основную команду Норвегии состоялся 24 мая 2005 года в товарищеской игре против Коста-Рики: в перерыве матча он заменил Мартина Андерсена. Всего же за сборную своей страны Хестад провёл 27 матчей, отличившись лишь единожды — в игре отборочного турнира чемпионата Европы 2008 им были поражены ворота Мальты.

## Статистика

### Матчи Хестада за сборную Норвегии
| Матчи Хестада за сборную Норвегии | Матчи Хестада за сборную Норвегии | Матчи Хестада за сборную Норвегии | Матчи Хестада за сборную Норвегии | Матчи Хестада за сборную Норвегии | Матчи Хестада за сборную Норвегии |
| --------------------------------- | --------------------------------- | --------------------------------- | --------------------------------- | --------------------------------- | --------------------------------- |
| №                                 | Дата                              | Соперник                          | Счёт                              | Голы Хестада                      | Соревнование                      |
| 1                                 | 24 мая 2005                       | Коста-Рика                        | 1:0                               | —                                 | Товарищеский матч                 |
| 2                                 | 4 июня 2005                       | Италия                            | 0:0                               | —                                 | Чемпионат мира 2006 (отбор)       |
| 3                                 | 8 июня 2005                       | Швеция                            | 3:2                               | —                                 | Товарищеский матч                 |
| 4                                 | 17 августа 2005                   | Швейцария                         | 0:2                               | —                                 | Товарищеский матч                 |
| 5                                 | 3 сентября 2005                   | Словения                          | 3:2                               | —                                 | Чемпионат мира 2006 (отбор)       |
| 6                                 | 7 сентября 2005                   | Шотландия                         | 1:2                               | —                                 | Чемпионат мира 2006 (отбор)       |
| 7                                 | 8 октября 2005                    | Молдова                           | 1:0                               | —                                 | Чемпионат мира 2006 (отбор)       |
| 8                                 | 12 ноября 2005                    | Чехия                             | 0:1                               | —                                 | Чемпионат мира 2006 (отбор)       |
| 9                                 | 16 ноября 2005                    | Чехия                             | 0:1                               | —                                 | Чемпионат мира 2006 (отбор)       |
| 10                                | 16 августа 2006                   | Бразилия                          | 1:1                               | —                                 | Товарищеский матч                 |
| 11                                | 2 сентября 2006                   | Венгрия                           | 4:1                               | —                                 | Чемпионат Европы 2008 (отбор)     |
| 12                                | 6 сентября 2006                   | Молдова                           | 2:0                               | —                                 | Чемпионат Европы 2008 (отбор)     |
| 13                                | 7 октября 2006                    | Греция                            | 0:1                               | —                                 | Чемпионат Европы 2008 (отбор)     |
| 14                                | 15 ноября 2006                    | Сербия                            | 1:1                               | —                                 | Товарищеский матч                 |
| 15                                | 7 февраля 2007                    | Хорватия                          | 1:2                               | —                                 | Товарищеский матч                 |
| 16                                | 24 марта 2007                     | Босния и Герцеговина              | 1:2                               | —                                 | Чемпионат Европы 2008 (отбор)     |
| 17                                | 28 марта 2007                     | Турция                            | 2:2                               | —                                 | Чемпионат Европы 2008 (отбор)     |
| 18                                | 2 июня 2007                       | Мальта                            | 4:0                               | 1                                 | Чемпионат Европы 2008 (отбор)     |
| 19                                | 6 июня 2007                       | Венгрия                           | 4:0                               | —                                 | Чемпионат Европы 2008 (отбор)     |
| 20                                | 22 августа 2007                   | Аргентина                         | 2:1                               | —                                 | Товарищеский матч                 |
| 21                                | 17 ноября 2007                    | Турция                            | 1:2                               | —                                 | Чемпионат Европы 2008 (отбор)     |
| 22                                | 21 ноября 2007                    | Мальта                            | 4:1                               | —                                 | Чемпионат Европы 2008 (отбор)     |
| 23                                | 6 февраля 2008                    | Уэльс                             | 0:3                               | —                                 | Товарищеский матч                 |
| 24                                | 26 марта 2008                     | Черногория                        | 1:3                               | —                                 | Товарищеский матч                 |
| 25                                | 20 августа 2008                   | Ирландия                          | 1:1                               | —                                 | Товарищеский матч                 |
| 26                                | 10 октября 2009                   | ЮАР                               | 1:0                               | —                                 | Товарищеский матч                 |
| 27                                | 14 ноября 2009                    | Швейцария                         | 1:0                               | —                                 | Товарищеский матч                 |
| 28                                | 17 ноября 2010                    | Ирландия                          | 2:1                               | —                                 | Товарищеский матч                 |

Итого: 28 матчей / 1 гол; 13 побед, 5 ничьих, 10 поражений.